# Franc Ferk
Franc Ferk, slovenski gimnazijski profesor in ustanovitelj ptujskega muzeja, * 16. november 1844, Gomilica pri Arvežu, † 12. november 1925, Gradec.

## Življenje in delo
Ljudsko šolo je obiskoval v rojstnem kraju in na Ptuju, sedem razredov gimnazije v Mariboru in osmega v Celju, tu se je tudi seznanil s proučevanjem arheologije. Po maturi je v Celju ustanovil numizmatično zbirko, ki je bila temelj poznejšemu celjskemu muzeju. Na graški univerzi je  študiral germanistiko in zgodovino. Po končanem študiju je služboval v raznih krajih 
Štajerske in se avgusta 1905 upokojil. Počitnice je navadno uporabljal za proučevanje rimskih cest v štajerski Sloveniji in pri arheoloških izkopavanjih preiskoval tudi antično Poetovio. Njegovi izsledki so tvorili temelj poznejšim uspešnim arheološkim izkopavanjem na našem ozemlju. Ukvarjal se je tudi z narodopisnimi in jezikovnimi študijami, preiskoval pripovedke, običaje in navade naših krajev, ter keltske, latinske, slovenske in nemške jezikovne idiome, o katerih je imel zbrano bogato rokopisno zbirko. 
Leta 1878 je v svojem rojstnem kraju ustanovil krajevni muzej. Po njegovem zgledu so nato zaporedoma  ustanavljali lokalne muzeje, 1882 v Celju, sledili so Lipnica, Arnež (Arnfels), Voitsberg, Leoben, Eisenerz, Hartberg, Fürstenfeld, Ptuj in Laško. V Mariboru je 1901 ustanovil mestni muzej. V skrbi, da ne bi muzej v Gomilici po njegovi smrti razpadel, ga je skupaj s svojo knjižnico daroval Ptuju in tako postavil temelje današnjemu Pokrajinskemu muzeju Ptuj-Ormož. 